# Cool (canción de Gwen Stefani)
«Cool» es una canción interpretada por la cantante estadounidense Gwen Stefani, incluida en su primer álbum de estudio Love. Angel. Music. Baby. (2004). La compañía Interscope Records la publicó en las radios estadounidenses el 5 de julio de 2005 como el cuarto sencillo del disco, y el 29 de agosto de ese año se puso a la venta un maxi CD. Fue compuesta inicialmente por Dallas Austin, quien quería basarse en la canción de la banda No Doubt, «Simple Kind of Life» (2000), pero no la finalizó, por lo que le pidió ayuda a la cantante y, tras comentarle el concepto de la pista, terminaron de componerla en quince minutos. Es una canción de new wave y pop y presenta referencias a la música de los años 1980. La letra narra una relación en la que dos amantes han terminado —que muchos críticos se refirieron a la que Stefani mantuvo con el integrante de No Doubt y compañero de la cantante, Tony Kanal— pero siguen estando bien entre ellos como buenos amigos.
En términos generales, «Cool» obtuvo reseñas positivas de los críticos musicales, quienes la compararon con los trabajos de Cyndi Lauper y Madonna. Desde el punto de vista comercial, alcanzó el decimotercer puesto en la lista Billboard Hot 100 de Estados Unidos y estuvo entre los diez primeros en Bélgica, Nueva Zelanda y Países Bajos. Para su promoción, se filmó un videoclip en Lago de Como, en Italia, bajo la dirección de Sophie Muller, y cuenta con varias analepsis de cuando Stefani y su exnovio salían, mezcladas con escenas de la actualidad, en las que se ve a la cantante y su antigua pareja presentándole a su actual. La artista interpretó «Cool» en las giras Harajuku Lovers (2005) y The Sweet Escape Tour (2007).

## Antecedentes y publicación
«Cool» fue compuesta originalmente por Dallas Austin después de escuchar a la banda de Gwen Stefani, No Doubt, cantar «Underneath It All» (2002). Indicó que estaba tratando de escribir su versión de «Simple Kind of Life» (2000), de No Doubt, pero fue incapaz de terminar la canción. Posteriormente, le pidió a Stefani si quería coescribir la letra. Al respecto, la cantante comentó: «Cuando me empezó a tocar, estaba como "¡guau! Esta es mi canción". Cuando me contó sobre la pista y de dónde vino, provocó algo en mí». Durante una sesión de estudio juntos, finalizaron «Cool» en quince minutos. Para la producción del sencillo, Rick Sheppard y Greg Collins la grabaron en los estudios DARP, en Atlanta, Georgia, y en O'Henry Sound, ubicado en Burbank, California. Mark «Spike» Stent se encargó de la mezcla en The Mix Suite, Olympic Studios, en Londres, Inglaterra, mientras que Jason Lader de la programación. Por último, Rick Sheppard se desempeñó como ingeniero, y Ceaser Guevara, Doug Harms y Paul Sheehy, como asistentes.
La compañía discográfica Interscope Records publicó «Cool» por primera vez el 5 de julio de 2005 en las radios estadounidenses. Luego, en el mismo país, lo puso a la venta el 2 de agosto del mismo año en formato de remezclas; este lanzamiento contenía la versión del álbum de «Cool», el remix Photek y «Hollaback Girl», editado como «Dancehollaback Remix». Por último, el 29 de agosto, el sello lanzó la canción como un maxisencillo. En los demás países, fue publicado como sencillo en CD y maxisencillo en CD, en el Reino Unido, Alemania y Francia, el 29 de agosto, 19 y 23 de septiembre, respectivamente, bajo las compañías Polydor Records y Universal Music. Por otro lado, «Cool» figuró en las bandas sonoras de las películas Click (2006) y Somewhere (2010).

## Composición

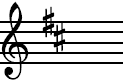
«Cool» está compuesta en la tonalidad de re mayor.

«Cool» es una canción de amor, perteneciente a los géneros new wave y pop. Está compuesta en un compás de tiempo común, en la tonalidad de re mayor y con un tempo de 112 pulsaciones por minuto. El registro vocal de Stefani se extiende desde la nota grave fa♯3 a la aguda do♯5. Sigue la progresión armónica re5-sol-la7-la7 4. La pista está construida en la forma de verso-estribillo, y contiene cinco instrumentos: el bajo eléctrico, la batería, la guitarra, los teclados y los sintetizadores. Además, cuenta con varias referencias de la música de los años '80. Así, David Machado de Yahoo! comentó que «Cool» lanza de nuevo a la música suave y lenta de los '80. Jason Damas de PopMatters señaló que después de cada estribillo se presenta un coro que canta la línea Uh-Oh-Uh-Uh-Oh; se refirió a ella como si saliera directamente de «Everywhere» (1987) de Fleetwood Mac. Por su parte, Jason Shawan de About.com la comparó al trabajo de The Human League, y Todd Gilchrist de IGN, al referirse a la producción de «Cool», indicó que la primera contribución del autor de R&B, Dallas Austin, «suena más como algo que Ric Ocasek pudo haber contribuido en su época de The Cars».
La letra de la canción refleja la relación anterior de Stefani con el bajista de No Doubt y compañero de la cantante, Tony Kanal. En palabras de Bill Lamb de About.com, contempla la curación en la relación con el examanete y compañero de No Doubt. Por su parte, John Murphy de musicOMH la describió como una «balada sincera, en la que ofrece una rama de olivo a su examante». La revista Billboard calificó a la letra como «muy personal». Del mismo modo, Ryou Neko de Sputnikmusic alegó que es quizás la pista más íntima, líricamente, en el álbum. Aunque su relación sentimental terminó, la letra retrata la actitud de Stefani como «tranquila», y que siguen siendo muy buenos amigos. La relación de la cantante y el bajista había dado la inspiración de «Don't Speak» (1996) de No Doubt, y mientras que «Cool» presenta una amistad amigable entre ambos, «Don't Speak» habla sobre una relación fallida y que nunca llega a una solución para la pareja. Stefani dijo que nunca había pensado incluir material «personal» en Love. Angel. Music. Baby., y comentó: «Pero no importa lo que hagas, las cosas acaban saliendo. Acaban terminando por completo en mi cabeza, realmente captura la sensación y pone fin a un capítulo de una manera muy agradable». La letra de «Cool» resume la evolución de su relación con la línea It’s good to see you now with someone else / It's such a miracle that you and me are still good friends / After all that we've been through, I know we're cool —«Es bueno verte ahora con alguien más / Es un milagro que tú y yo todavía seamos buenos amigos / Después de todo lo que hemos pasado, sé que estamos bien»—. Jason Damas de PopMatters sostuvo que «inmediatamente [nos] aseguran que será cantada por una solitaria de dieciséis años».

## Recepción crítica
«Cool» recibió reseñas generalmente positivas de los críticos musicales. Jennifer Nine de LAUNCHcast se refirió a la canción como un «himno [...] dulce a las amistades post-rupturas», mientras que Stephen Thomas Erlewine de Allmusic la llamó un «himno de secundaria en espera»; también lo seleccionó como una de las más destacadas de Love. Angel. Music. Baby. David Machado de Yahoo! la calificó de «agradable [y] suave». Por su parte, Richard Smirke de Playlouder comentó que «Cool» utiliza exitosamente la misma fórmula de producción como las pistas «Serious» y «What You Waiting For?»; lo describió como una «mezcla crujiente de la producción [...] del siglo XXI y de los principios de los '80 del pop Madonna». Tracy E. Hopkins, de la mayor librería de los Estados Unidos, Barnes & Noble, indicó que Stefani también es popular por sus baladas irresistiblemente melodramáticas, «y aquí ofrece [...] "Cool", con sus sintetizadores girando y la armonía disfrutable». Jason Damas de PopMatters, en su reseña al disco, la caracterizó como un «trozo resbaladizo de teclado» y se refirió a ella como «dirigido a medias entre The Go-Go's y Cyndi Lauper». De modo similar, Bill Lamb de About.com, quien había otorgado al tema cuatro estrellas de cinco, afirmó que suena como la canción perdida de Cyndi Lauper. Continuó: «Eso es una cosa buena, recordando a los oyentes de los clásicos midtempo reflexivos [como] "Time After Time" y "All Through the Night"». Sin embargo, agregó que no llama la atención como sus anteriores sencillos. Jason Shawan, de la misma publicación, mencionó que le da mucho amor y cuidado en este disco. Una mejor reseña la otorgó el sitio Sputnikmusic, que le otorgó cuatro estrellas de disco y afirmó que es una de las baladas más pegadizas del cinco. Continuó que es una pista casi totalmente digital, «que muestra mejor la calidez y la belleza de la voz de Gwen». Por otro lado, la revista adolescente Teen Ink señaló que «Cool» toma un tono más ligero, y describió al tema como «nostálgico». Por el contrario, Eric Greenwood, escribiendo para Drawer B, sostuvo que es una «[canción] modernizada, con sintetizadores viejos [...] [y] letras estúpidas que incluso Cyndi Lauper se atrevería [a hacer]». Por su parte, Sandy Cohen del Toronto Star la llamó el «himno de amor del año». El periodista David Browne de Entertainment Weekly la describió, junto con «The Real Thing», también del álbum, como un «[tema] synth pop zombi [y] hostil de los '80», mientras que Krissi Murison de la NME vio a la pista como un «ronroneo sin aliento de Madonna». Por último, Billboard notó que suena más como una canción descartada de No Doubt, y John Murphy, de musicOMH, escribió que «Cool» recordaría a los admiradores de «Don't Speak».

### Reconocimientos
«Cool» obtuvo diferentes reconocimientos como lo mejor del 2005. De este modo, Bill Lamb de About.com incluyó a la canción en el puesto número 48 de la lista de las 100 mejores canciones pop del 2005. Del mismo modo, en el conteo de los «100 mejores éxitos del 2005», la canción se ubicó en el lugar 51 de Wedding Central Australia, y, en Severing.nu, la colocó en la lista de lo mejor del mismo año, junto con «Luxurious» y «Hollaback Girl». También, figuró, junto con esta última y «Rich Girl», en la posición 67 de las mejores canciones del 2005 del sitio web Pifemaster; la revista Blender la posicionó en el 45 del mismo conteo. Por otro lado, la autora Malama de Yahoo! incluyó al tema en el top 10 de las mejores canciones de Stefani, y la describió como la canción «más delicada y simplificada».

## Recepción comercial
«Cool» obtuvo una recepción comercial moderada en el mundo. En Estados Unidos, la canción debutó en el puesto número 86 de la lista Billboard Hot 100, en la semana del 16 de julio de 2005; dos meses después, el 3 de septiembre, alcanzó la posición más alta, en el 13. Permaneció allí por veinte semanas. En las demás listas de Billboard, ocupó los puestos 4 en la Adult Pop Songs y Adult Top 40, 8 en Dance/Mix Show Airplay, 9 en Pop 100, 10 en Pop Songs y Pop 100 Airplay, 12 en Digital Songs, 20 en Radio Songs, y 23 en Adult Contemporary. Además, llegó a la cima del conteo recurrente de la Top 40 Adult, mientras que las remezclas Richard X/Photek Mixes y Richard X/Photek/R. Rosario Mixes, ingresaron al primer y tercer lugar de la Dance Club Songs, respectivamente. Por su parte, en Australia debutó y llegó a la posición 10, el 11 de septiembre de 2005, y permaneció allí un total de diez semanas. En Nueva Zelanda, entró en el número 11, el 5 del mismo mes; la edición siguiente, alcanzó la máxima posición, en el 9.
En Europa, el recibimiento comercial de «Cool» fue bajo. En Reino Unido, debutó y alcanzó el puesto 11, el 10 de septiembre de 2005, mientras que en República Checa entró por primera vez en la duodécima posición, en la primera semana del año 2006, y nueve ediciones después, llegó a la décima. En la región Valona de Bélgica, se ubicó en el número 2 del Ultratip 50, mientras que en Países Bajos, tras debutar en el lugar 21 el 3 de septiembre de 2005, llegó al 6 tres semanas después. En los demás mercados musicales, ingresó a los veinte primeros en las listas de Alemania, Austria, Dinamarca, Finlandia, Hungría, Irlanda, Italia y Noruega. Por último, en Suiza, Francia y en la región Flamenca de Bélgica, se posicionó en los números 24, 32 y 36, respectivamente.

## Vídeo musical

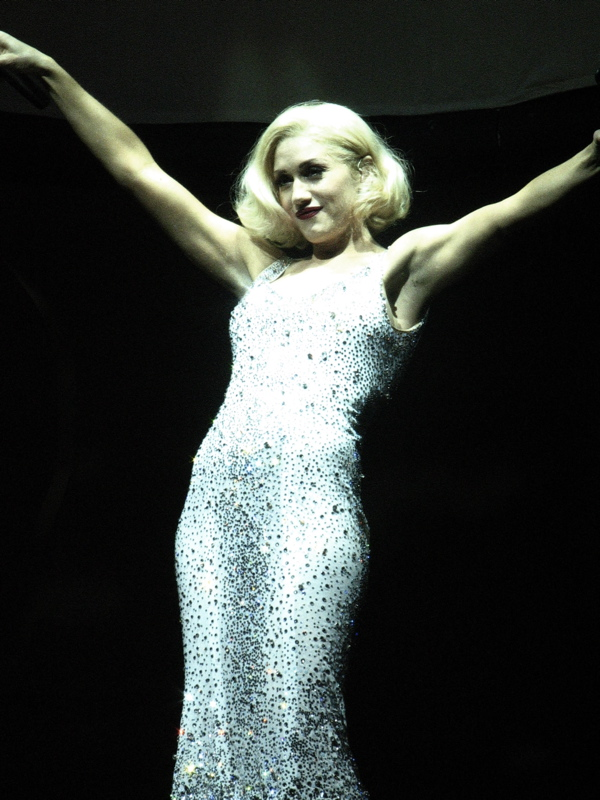
Stefani interpretando «Cool» en la gira Harajuku Lovers Tour (2005).

### Antecedentes y sinopsis
Para la promoción del sencillo, se lanzó un vídeo musical dirigido por Sophie Muller, quien trabajó con la artista en «Luxurious», «Crash», «Wind It Up», «4 in the Morning» e «Early Winter». Al respecto, Stefani comentó en una entrevista a VH1: «Era obvio que iba a pedirle que lo haga». Fue filmado en el Lago de Como, Italia. El vídeo sigue el tema de la canción y representa la relación que Stefani tiene con un exnovio, que es interpretado por el actor español Daniel González. Él y su nueva novia —interpretada por la pareja de Tony Kanal, Erin Lokitz— aparecen caminando hasta una villa donde Stefani abre la puerta. La villa que aparece en el vídeo es la de Erba, ubicada en la ciudad de Cernobbio, en la que Stefani dijo que era «muy hermosa». Los tres se ven en la compañía del otro, con escenas recortadas de Stefani cantando en una cama. Además, se presentan analepsis de la época, cuando ella y su exnovio estaban saliendo, donde tiene el pelo moreno. Los recuerdos e imágenes actuales están relacionados con cortes cinematográficos combinados. El tema lírico de «Cool» se mantiene en el vídeo, los marcos se incorporan para retratar a Stefani sintiéndose «bien». Ella es representada como tranquila con su exnovio y su actual pareja durante la mayor parte del vídeo, aunque hay ciertos momentos que, cuando la mira a los ojos, puede verse que todavía tiene sentimientos por su ex.

### Estreno y recepción
El vídeo musical de «Cool» se estrenó en el programa de MTV Total Request Live el 6 de julio de 2005, en el puesto número 10. Cuatro días después, alcanzó la posición más alta, en el 3; permaneció en el programa por 36 días. Después de su debut del 8 de julio en Countdown de MuchMusic, ocupó el número uno para la semana del 7 de octubre de 2005. Jennifer Vineyard de MTV describió al vídeo trágico, pero «elegante y escénico», mientras que la autora Malama de Yahoo!, en su lista de las 10 mejores canciones de la cantante, lo comparó con los del tipo de Madonna, y comentó que, a pesar de que no coincidió con el éxito de «Hollaback Girl», el clip todavía se mantuvo en las listas y se convirtió en un favorito para muchos.

## Presentaciones en directo
Stefani interpretó «Cool» en las giras Harajuku Lovers Tour (2005) y The Sweet Escape Tour (2007). En la primera, era la undécima canción del repertorio; la cantante llevaba puesto un vestido de lentejuelas de plata. En el concierto del 9 de diciembre de 2005 en Toronto, Canadá, Jane Stevenson de Canoe.ca comparó el vestido a los que usaba Marilyn Monroe y lo calificó como «sensacional»; comentó que Stefani mostró en serio su lado de «diosa» y de «gatita». Por su parte, Mike Ross de Edmonton Sun lo describió como un «vestido de cóctel brillante [y] maravilloso». Posteriormente, la presentación figuró en el DVD de la gira, Harajuku Lovers Live, publicado el 5 de diciembre de 2006 y grabado en Anaheim, California. Por último, en la segunda gira, era el decimotercer tema del repertorio. Chris Macias de The Sacramento Bee sostuvo que «la cima de la noche llegó tarde en la lista de canciones de Stefani, cuando se metió en la segunda grada del estadio para cantar "Cool"». Finalmente, Joan Anderman de Boston.com declaró que Stefani «podría llevar un acompañamiento masivo [por parte del público] de "Cool" desde la mitad de la casa».

## Lista de canciones
| Sencillo en CD publicado en Europa |                            |          |  |
| N.º                                | Título                     | Duración |  |
| 1.                                 | «Cool» (versión del álbum) | 3:09     |  |

| Sencillo en CD Cardboard Sleeve publicado en Europa |                            |          |  |
| N.º                                                 | Título                     | Duración |  |
| 1.                                                  | «Cool» (versión del álbum) | 3:09     |  |
| 2.                                                  | «Cool» (Photek Remix)      | 5:49     |  |

| Maxisencillo en CD publicado en Australia y Europa |                                                       |          |  |
| N.º                                                | Título                                                | Duración |  |
| 1.                                                 | «Cool» (versión del álbum)                            | 3:09     |  |
| 2.                                                 | «Cool» (Photek Remix)                                 | 5:49     |  |
| 3.                                                 | «Hollaback Girl» (Dancehollaback Remix By Tony Kanal) | 6:53     |  |
| 4.                                                 | «Cool» (vídeo musical)                                | 4:06     |  |

| Maxisencillo en CD publicado en los Estados Unidos |                                                       |          |  |
| N.º                                                | Título                                                | Duración |  |
| 1.                                                 | «Cool» (versión del álbum)                            | 3:09     |  |
| 2.                                                 | «Cool» (Photek Remix)                                 | 5:19     |  |
| 3.                                                 | «Hollaback Girl» (Dancehollaback Remix By Tony Kanal) | 6:53     |  |

| Vinilo de 12" publicado en los Estados Unidos |                            |          |  |
| N.º                                           | Título                     | Duración |  |
| 1.                                            | «Cool» (Richard X Remix)   | 6:37     |  |
| 2.                                            | «Cool» (Richard X Dub Mix) | 7:10     |  |
| 3.                                            | «Cool» (Photek DJ Mix)     | 6:34     |  |
| 4.                                            | «Cool» (Photek Remix)      | 5:49     |  |

## Posicionamiento en listas
| País (Lista 2005-06)                     | Mejor posición |
| ---------------------------------------- | -------------- |
| Alemania                                 | 20             |
| Australia                                | 10             |
| Austria                                  | 15             |
| Bélgica Flandes                          | 36             |
| Bélgica Valonia (Ultratip 50)            | 2              |
| Dinamarca                                | 14             |
| Estados Unidos (Adult Pop Songs)         | 4              |
| Estados Unidos (Adult Top 40)            | 4              |
| Estados Unidos (Billboard Hot 100)       | 13             |
| Estados Unidos (Dance/Mix Show Airplay)  | 8              |
| Estados Unidos (Digital Songs)           | 12             |
| Estados Unidos (Adult Contemporary)      | 23             |
| Estados Unidos (Pop 100)                 | 9              |
| Estados Unidos (Pop 100 Airplay)         | 10             |
| Estados Unidos (Pop Songs)               | 10             |
| Estados Unidos (Radio Songs)             | 20             |
| Estados Unidos (Top 40 Adult Recurrents) | 1              |
| Finlandia                                | 18             |
| Francia                                  | 32             |
| Hungría                                  | 12             |
| Irlanda                                  | 12             |
| Italia                                   | 15             |
| Noruega                                  | 16             |
| Nueva Zelanda                            | 9              |
| Países Bajos                             | 6              |
| República Checa                          | 10             |
| Reino Unido                              | 11             |
| Suiza                                    | 24             |

| País (Lista 2005)                  | Mejor posición |
| ---------------------------------- | -------------- |
| Estados Unidos (Billboard Hot 100) | 76             |
| Países Bajos                       | 73             |

## Certificaciones
| País           | Organismo certificador | Certificación | Unidades certificadas / Ventas |
| -------------- | ---------------------- | ------------- | ------------------------------ |
| Estados Unidos | RIAA                   | Platino       | 1 000                          |
| Nueva Zelanda  | RIANZ                  | Oro           | 15 000                         |
| Reino Unido    | BPI                    | Plata         | 200 000                        |

## Historial de lanzamientos
| País           | Fecha                    | Discográfica       | Formato                             |
| -------------- | ------------------------ | ------------------ | ----------------------------------- |
| Estados Unidos | 5 de julio de 2005       | Interscope Records | Airplay                             |
| Estados Unidos | 29 de agosto de 2005     | Interscope Records | Maxisencillo                        |
| Estados Unidos | 2 de agosto de 2005      | Interscope Records | Remezclas                           |
| Reino Unido    | 29 de agosto de 2005     | Polydor Records    | Sencillo en CD y maxisencillo en CD |
| Alemania       | 19 de septiembre de 2005 | Universal Music    | Sencillo en CD y maxisencillo en CD |
| Francia        | 23 de septiembre de 2005 | Universal Music    | Sencillo en CD y maxisencillo en CD |

## Créditos y personal
- Voz: Gwen Stefani.
- Composición: Gwen Stefani y Dallas Austin.
- Producción: Dallas Austin.
- Producción adicional: Nellee Hooper.
- Grabación: Rick Sheppard y Greg Collins (DARP Studios, Atlanta, Georgia; O'Henry Sound Studios, Burbank, California).
- Mezcla: Mark «Spike» Stent (The Mix Suite, Olympic Studios, Londres, Inglaterra).
- Programación: Jason Lader.
- Ingeniería: Rick Sheppard.
- Asistencia de ingeniería: Ceaser Guevara, Doug Harms y Paul Sheehy.
- Teclados: Dallas Austin.
- Sintetizadores: Tony Kanal.
- Batería: Dallas Austin.
- Guitarras: Tony Reyes.
- Bajo: Tony Reyes.

Fuentes: notas de Love. Angel. Music. Baby. y Discogs.